# Psechrus cebu
Espèce
Psechrus cebu est une espèce d'araignées aranéomorphes de la famille des Psechridae.

## Distribution
Cette espèce est endémique de Cebu aux Philippines,.

## Étymologie
Son nom d'espèce lui a été donné en référence au lieu de sa découverte

## Publication originale
- Murphy, 1986 : Additional information concerning the spider family Psechridae. Bulletin of the British Arachnological Society, vol. 7, p. 65-68.